# Calpúrnia (esposa de Cèsar)
Calpúrnia (en llatí Calpurnia) era filla de Luci Calpurni Pisó Cesoní, cònsol l'any 58 aC i la darrera esposa de Juli Cèsar, amb qui es va casar l'any 59 aC. D'aquesta unió no en va néixer cap fill.
No va intervenir en política i va disculpar la relació de Cèsar i Cleòpatra, a la qual va tractar bé quan va anar a Roma el 46 aC. Havien arribat informes sobre un possible assassinat de Cèsar que Calpúrnia va conèixer, i això, unit amb un somni que l'avisava de la mort del seu marit, va fer que l'advertís de no sortir de casa durant els idus de març (15 de març del 44 aC), però ell no li va fer cas i va seguir cap al senat, on va ser mort. Després de la mort de Cèsar, no es va tornar a casar.